# Tolmomyias poliocephalus
El picoplano cabecigrís (Tolmomyias poliocephalus), también denominado pico chato corona gris (en Venezuela), pico-ancho corona gris (en Perú), picoancho coroniplomizo (en Ecuador) o picoplano diminuto (en Colombia), es una especie de ave paseriforme de la familia Tyrannidae perteneciente al género Tolmomyias. Es nativo del norte y este de América del Sur.

## Distribución y hábitat
Se distribuye por la mayor parte de la cuenca del Amazonas y del escudo guayanés, en el sureste de Colombia, sur y este de Venezuela, Guyana, Surinam, Guayana Francesa, este de Ecuador, este de Perú, noroeste y noreste de Bolivia, la mayor parte de la Amazonia brasileña y una población disjunta en una faja costera del este de Brasil.
Esta especie es considerada bastante común en su hábitat natural: el estrato medio y el sub-dosel de selvas húmedas, por debajo de los 1000 m de altitud.

## Descripción
El picoplano cabecigrís mide entre 12 y 13 cm de longitud. Tiene el dorso de color verde oliva amarillento, el píleo, nuca y subbigoreras grises. Tiene la lista loral y la garganta blancas. Sus partes inferiores son amarillentas con flacos oliva. Tiene las alas negras con barras amarillas.

## Comportamiento
Frecuentemente acompaña bandos mixtos del dosel. Cuando posado, mantiene una postura bastante horizontal y algunas veces menea la cola.

### Alimentación
Se alimenta de insectos.

### Reproducción
Construye un nido en forma de bolsa a unos 25 m sobre el suelo, generalmente cerca de un nido de avispas. La hembra pone dos a tres huevos.

### Vocalización
El canto es un declinante y algo chillado «fiuii?», dado en intervalos de un a dos segundos o en una serie corta.

## Sistemática

### Descripción original
La especie T. poliocephalus fue descrita por primera vez por el ornitólogo polaco Władysław Taczanowski en 1884 bajo el nombre científico Rhynchocyclus poliocephalus; su localidad tipo es: «Nauta, Loreto, Perú».

### Etimología
El nombre genérico masculino «Tolmomyias» se compone de las palabras del griego «tolma, tolmēs» que significa ‘coraje’, ‘audacia’, y «muia, muias» que significa ‘mosca’.; y el nombre de la especie «poliocephalus» se compone de las palabras del griego «polios»  que significa ‘gris’, y «kephalos» que significa ‘de cabeza’.

### Taxonomía
Los límites geográficos de las subespecies están pobremente definidos y las subespecie klagesi puede no ser válida; algunos autores la consideran un sinónimo de sclateri.

### Subespecies
Según las clasificaciones del Congreso Ornitológico Internacional (IOC)  y Clements Checklist/eBird se reconocen tres subespecies, con su correspondiente distribución geográfica:
- Tolmomyias poliocephalus poliocephalus (Taczanowski), 1884 – suroeste de Venezuela (sur de Amazonas), este y sureste de Colombia, este de Ecuador, este de Perú, y oeste de Brasil (oeste de Amazonas hacia el este hasta la margen derecha del bajo río Negro y Tefé).
- Tolmomyias poliocephalus klagesi (Ridgway), 1906 – centro y este de Venezuela (norte de Amazonas, Bolívar, Delta Amacuro).
- Tolmomyias poliocephalus sclateri (Hellmayr), 1903 – las Guayanas a través del este de la Amazonia brasileña hasta el norte y centro de Bolivia; también una población aislada en el litoral este de Brasil (Pernambuco al sur hasta Espírito Santo).